# Данини, Софья Михайловна
Софья Михайловна Данини (урожденная Глаголева; 8 (24) сентября 1884, Казалинск — 4 июня 1949, Ленинград) — историк, ученица профессоров Лучицкого и Кареева, участница «Кружка молодых историков», краевед, библиограф, политзаключёная и ссыльная.

## Биография
Урождённая Глаголева, Софья Михайловна родилась в Казалинске, окончила Высшие женские курсы в Санкт-Петербурге, подготовила дипломную работу под руководством Ивана Васильевича Лучицкого. После окончания курсов оставлена при кафедре новой и новейшей истории историко-филологического факультета Санкт-Петербургского университета, в 1911 году была направлена в длительную командировку в Париж для сбора материалов в Национальном архиве для научной работы по истории крестьянства Франции. По возвращении преподавала историю на Высших женских курсах.  В 1921 году была принята профессором Кареевым на возглавляемую им кафедру всеобщей истории университета для подготовки научной работы и получения профессорского звания. В том же году стала активной участницей Кружка молодых историков, объединившего учеников известных учёных-историков — Платонова, Кареева, Тарле и других. С 1924 года совмещала преподавание в Петроградском университете с работой в Центрархиве, работала научным сотрудником в Центральном бюро краеведения и преподавателем в 189 школе Ленинграда. 
Была арестована 4 февраля 1930 года по «Академическому делу», а в 1931 году приговорена к 5 годам лагерей с конфискацией имущества. 
Софью Глаголеву-Данини причисляли к научной школе Кареева, наряду с В. В. Бирюковичом, Я. М. Захером и другими. Во время следствия и идеологического разгрома традиционных школ, сложившихся вокруг известных авторитетных профессоров истории ещё с дореволюционных времён, часть учеников отреклись от своих учителей и указывали на тех, кто не спешил это делать. В частности, П. П. Щёголев, ученик Тарле и сын историка литературы П. Е. Щёголева обличал своих соучеников:

«…Данини обосновала на материалах по истории Дофинэ основную тезу Тарле. Могу указать на целый ряд других примеров... Кроме Данини и Попова-Ленского следует упомянуть также Петрова и Бирюковича... Это оказывается, школа, давшая кое-какие пароли, продолжавшая цвести в послереволюционный период»

После 2-х лет лагерей заключение было заменено ссылкой. В 1934 году Софья Данини смогла вернуться в Ленинград, работала библиотекарем в Библиотеке Академии наук и ученым корректором в издательстве академии. 
С 28 марта 1942 года, по состоянию здоровья, была помещена в стационар Ленинградского дома учёных им. М. Горького. Уволилась с 18 июля в связи с отъездом в эвакуацию. Вместе с интернатом военно-ослепших инвалидов выехала в Ивановскую область, где работала культработником в Златоустовском доме инвалидов Отечественной войны. В 1943 году была включена в список библиотекарей-специалистов на реэвакуацию для работы в БАН и с 1 апреля 1945 года вернулась на должность библиотекаря, а с 16 мая – старшего библиотекаря. 
Тяжело заболела в августе 1948 года и 4 июня 1949 скончалась. Похоронена в Санкт-Петербурге на Северном кладбище, рядом с мужем.

## Семья
С. М. Данини была замужем за Эмилем Камилловичем Данини (1882—1909) — педагогом, племянником архитектора С. Данини.

## Публикации
- Глаголева-Данини С. М. Крестьянство и аграрный вопрос в эпоху Великой французской революции // Анналы. 1922. № 1. С.62—83
- Глаголева-Данини С. М. Научное изучение Великой французской революции // Анналы. 1922. № 2. С.46